# 밑빠진 독상
밑빠진 독상은 2000년 8월부터 대한민국의 시민 단체(비정부 기구)인 "함께하는 시민행동(약칭 시민행동)"에서 중앙정부와 지방정부의 최악의 예산 배정과 예산낭비 사례를 선정하여 해당기관에 수여하는 불명예상이다.

## 관련 사이트
- 밑빠진 독상